# Madeline Zima
Pour les articles homonymes, voir Zima (homonymie).
Madeline Zima, née le 16 septembre 1985 à New Haven, dans le Connecticut, est une actrice américaine.
Elle joue plusieurs rôles importants durant sa carrière, comme notamment celui de Grace Sheffield dans la série Une nounou d'enfer, de Mia Lewis dans Californication, mais aussi de Edie dans le film à succès Scandale.

## Carrière
Elle se fait connaître dès ses six ans, en 1992 dans le thriller à succès La Main sur le berceau, où elle côtoie Rebecca De Mornay, Annabella Sciorra et Julianne Moore.
Elle s'impose l'année suivante et pendant six ans, en jouant le rôle de Grace Sheffield dans la série-culte Une nounou d'enfer portée par Fran Drescher.
Elle a également tourné dans le film Comme Cendrillon, avec Hilary Duff, ainsi que dans un épisode des séries Ghost Whisperer aux côtés de Jennifer Love Hewitt et Grey's Anatomy avec Ellen Pompeo.
On la retrouve en 2007 dans un rôle récurrent d'une série télévisée de la chaîne Showtime, Californication, où elle interprète Mia, une adolescente manipulatrice et perverse de 16 ans, qui a une liaison avec Hank Moody, auteur célèbre et ex-compagnon de sa belle-mère interprété par David Duchovny.
En 2009, elle joue le rôle de la nouvelle amie de Claire dans la quatrième saison de la série Heroes.
En 2012, elle apparaît dans la saison 4 de la série Vampire Diaries dans laquelle elle interprète Charlotte, une vampire qui était liée à Damon à l’époque. Elle apparait aussi en tant que patiente dans la saison 3 de la série Royal Pains.

## Filmographie

### Cinéma

#### Longs métrages
- 1992 : La Main sur le berceau (The Hand That Rocks the Cradle) de Curtis Hanson : Emma Bartel
- 1993 : Monsieur Nounou (Mr. Nanny) de Michael Gottlieb : Kate Mason
- 1997 : L'Amour de ma vie ('Til There Was You) de Scott Winant : Gwen à 12 ans
- 1998 : Le Ranch de l'Amour (Second Chances) de James Fargo : Melinda Judd
- 1999 : The Secret Path (en) de Bruce Pittman : Jo Ann Foley
- 2004 : Comme Cendrillon (A Cinderella Story) de Mark Rosman : Brianna
- 2006 : Looking for Sunday de Mark Piznarski : Trisha
- 2008 : Petites Diablesses (Legacy) de Jason Dudek : Zoey Martin
- 2008 : Dimples de Dusty DePree : Frances
- 2008 : Happy Together : Mitzi
- 2009 : The Collector de Marcus Dunstan : Jill
- 2009 : Trance d'Hans Rodionoff : Jessica
- 2010 : My Own Love Song d'Olivier Dahan : Billie
- 2011 : Un monstre à Paris (A Monster in Paris) de Bibo Bergeron : Maud (voix anglaise)
- 2011 : The Family Tree de Vivi Friedman : Mitzy Steinbacher
- 2012 : Breaking the Girls de Jamie Babbit : Alex
- 2012 : Crazy Eyes d'Adam Sherman : Rebecca
- 2013 : Crazy Kind of Love de Sarah Siegel-Magness : Annie
- 2014 : #Stuck de Stuart Acher : Holly
- 2014 : From A to B d'Ali F. Mostafa : Samantha
- 2015 : Weepah Way for Now de Stephen Ringer : Lauren
- 2018 : Painkillers de Roxy Shih : Chloe Clarke
- 2019 : Scandale (Bombshell) de Jay Roach : Edie
- 2019 : The Chain de David Martín Porras : Sarah
- 2019 : VHYes de Jack Henry Robbins : Une femme
- 2021 : État d'esprit (Bliss) de Mike Cahill : Doris
- 2022 : Diary of a Spy d'Adam Christian Clark : Leila
- 2022 : Hypochondriac d'Addison Heimann : Blossom
- 2024 : Subservience : Maggie

#### Courts métrages
- 2008 : Streak de Demi Moore : Stella
- 2016 : Dream Girl de Lauren Caris Cohan : Jessica
- 2016 : Carry Me d'Amy Barrett : Delia
- 2019 : The Orchard Girl de Nicholas Dunlevy et Erin Elders : Abigail
- 2019 : The End of Love de Rachel Fleischer : Sophie

### Télévision

#### Séries télévisées
- 1993 : New York, police judiciaire (Law & Order) : Samantha Silver
- 1993 - 1999 : Une nounou d'enfer (The Nanny) : Grace Sheffield
- 1996 : JAG : Cathy Gold
- 1997 : Les Anges du bonheur : Alexandra « Ally »
- 1999 : Chicken Soup for the Soul : Katie
- 2001 : Aux portes du cauchemar (The Nightmare Room) : Alexis Hall
- 2001 : Les Rois du Texas (King of the Hill) : Susan Clemmons (voix)
- 2001 : Gilmore Girls : Lisa
- 2003 : Sept à la maison (7th Heaven) : Alice Miller
- 2004 : La Vie avant tout (Strong Medicine) : Pam
- 2006 : 3 lbs. : Cassie Mack
- 2007 : Ghost Whisperer : Maddy Strom
- 2007 : Grey's Anatomy : Marissa
- 2007 - 2011 : Californication : Mia Cross
- 2009  - 2010 : Heroes : Gretchen Berg
- 2010 : My Boys : Ashley
- 2011 : Royal Pains : Toby Thompson
- 2012 : Vampire Diaries : Charlotte
- 2012 : Big City : Elyse
- 2013 - 2014 : Betas : Jordan Alexis
- 2015 : Grimm : Emily Troyer
- 2015 : Agent X : Molly / Brenda Pelton
- 2017 : Twin Peaks: The Return : Tracey Barberato
- 2019 : You : Rachel
- 2020 : Good Girls : Lila
- 2020 : Perry Mason : Velma "Red" Fuller
- 2021 : NCIS: Hawaiʻi : Abby Nelson
- 2021 : En analyse (In Treatment) : Karla
- 2021 : Hacks : Jules
- 2022 - 2023 : Doom Patrol : Casey Space / Casey Brinke
- 2024 : High Potential, S1E4 : Mia Ashford

#### Téléfilms
- 1999 : Mort à petites doses (Lethal Vows) de Paul Schneider : Danielle Faris
- 2000 : La musique du bonheur (The Sandy Bottom Orchestra) de Bradley Wigor : Rachel Green
- 2003 : Lucy de Glenn Jordan : Lucy
- 2012 : Au cœur de la famille (Lake Effects) de Michael McKay : Lily
- 2016 : Je t'observe… (I Am Watching You) de Maureen Bharoocha : Nora Nichols

## Distinctions

### Récompenses
- 1995 : YoungStar Awards de la meilleure performance pour une jeune actrice dans une série télévisée comique pour Une nounou d'enfer
- 2014 : LA Femme International Film Festival du meilleur espoir féminin

### Nominations
- 1993 : Young Artist Awards de la meilleure jeune actrice dans un thriller dramatique pour La Main sur le berceau (The Hand That Rocks the Cradle)
- 1994 : Young Artist Awards de la meilleure jeune actrice dans un rôle principal dans une comédie familiale pour Monsieur Nounou
- 1994 : Young Artist Awards de la meilleure jeune distribution dans une série télévisée comique pour Une nounou d'enfer, partagée avec Benjamin Salisbury et Nicholle Tom
- 1995 : Young Artist Awards de la meilleure jeune actrice dans un rôle principal dans une comédie familiale pour Monsieur Nounou
- 1995 : Young Artist Awards de la meilleure jeune distribution dans une série télévisée comique pour Une nounou d'enfer, partagée avec Benjamin Salisbury et Nicholle Tom
- 1995 : Young Artist Awards de la meilleure performance pour une jeune actrice dans une série télévisée comique pour Une nounou d'enfer
- 1995 : Young Artist Awards de la meilleure jeune actrice invitée dans une série télévisée dramatique pour New York, police judiciaire
- 1996 : Young Artist Awards de la meilleure jeune actrice dans une série télévisée comique pour Une nounou d'enfer
- 1997 : YoungStar Awards de la meilleure performance pour une jeune actrice dans une série télévisée comique pour Une nounou d'enfer
- 1998 : Young Artist Awards de la meilleure performance pour une jeune actrice dans un second rôle dans une série télévisée comique pour Une nounou d'enfer
- 1999 : YoungStar Awards de la meilleure performance pour une jeune actrice dans une série télévisée comique pour Une nounou d'enfer
- 2001 : Young Artist Awards de la meilleure performance pour une jeune actrice principale dans un téléfilm dramatique pour The Sandy Bottom Orchestra
- 2018 : Madrid International Film Festival de la meilleure nouvelle réalisatrice pour Warm Human Magic